# Heo Peppa
Heo Peppa là loạt phim hoạt hình trên truyền hình dành cho lứa tuổi mầm non của Anh do Astley Baker Davies phối hợp với Entertainment One, Nick Jr. và Channel 5 sản xuất. Chương trình ban đầu được phát sóng vào ngày 31 tháng 5 năm 2004 và đã có sáu loạt phim tính đến năm 2019, gần đây nhất là loạt phim bắt đầu phát sóng vào tháng 2 năm 2019 tại Anh. Chương trình được chiếu ở 180 vùng lãnh thổ bao gồm cả Anh và Hoa Kỳ. Heo Peppa đã được lồng tiếng Việt và phát sóng trên kênh HTV3 từ ngày 27 tháng 12 năm 2017.
Ngày 31 tháng 12 năm 2019, Hasbro mua lại Entertainment One, bao gồm cả nhượng quyền thương mại Peppa Pig với hợp đồng trị giá khoảng US$3,8 tỷ.
Ngày 31 tháng 1 năm 2020, Harley Bird thông báo rằng cô sẽ từ bỏ lồng tiếng cho vai Heo Peppa.
Ngày 16 tháng 3 năm 2021, có thông báo rằng loạt phim đã được gia hạn cho đến năm 2027. Tuy nhiên, người sáng tạo và hãng phim ban đầu (Astley Baker Davies) sẽ rời khỏi công việc sản xuất và sẽ được thay thế bởi Karrot Entertainment (nhà sản xuất của Sarah & Duck).

## Bối cảnh
Lấy bối cảnh trong một thế giới mà tất cả các nhân vật đều là động vật, Peppa Pig xoay quanh nhân vật chính là gia đình và bạn bè của cô bé. Mỗi tập phim dài khoảng năm phút. Mỗi người bạn của cô ấy là một loài động vật khác nhau. Bạn bè của Peppa bằng tuổi cô, và bạn bè của em trai Peppa là George cũng bằng tuổi George. Các tập có xu hướng mô tả các hoạt động hàng ngày như tham gia nhóm chơi, đi bơi, thăm ông bà, anh họ và bạn bè, đi đến sân chơi hoặc đi xe đạp.
Các nhân vật mặc quần áo, sống trong nhà và lái ô tô, nhưng vẫn thể hiện một số đặc điểm của động vật như họ dựa trên. Peppa và gia đình của cô bé khịt mũi như lợn trong các cuộc trò chuyện bằng tiếng Anh, và các động vật khác phát ra tiếng kêu tương ứng khi nói chuyện, với một số đặc điểm khác chẳng hạn như tiếng kêu của gia đình Thỏ và phản ứng thích thú với cà rốt. Gia đình Thỏ và Chuột chũi cũng là những ngoại lệ duy nhất đối với quy tắc sống giống như loài người, vì họ sống trong một cái hang nằm trên ngọn đồi, mặc dù nó vẫn có cửa sổ và được trang bị nội thất giống như những ngôi nhà khác. Các nhân vật cũng đỏ mặt khi xấu hổ và miệng của họ thể hiện các cảm xúc khác như buồn bã, hạnh phúc, khó chịu, hoang mang và bối rối. Mặc dù các nhân vật chính - hầu hết là động vật có vú - được nhân hóa, các nhân vật động vật khác thì lại không, chẳng hạn như Rùa Tiddles, Vẹt Polly và những con vịt. Người kể chuyện của loạt phim là John Sparkes thi thoảng củng cố thêm tính hành động và hài hước, ông nói những câu như "Ôi trời" khi có điều gì đó không may xảy ra (chẳng hạn như George bắt đầu khóc) hoặc "Coi chừng!" khi một nhân vật đang làm điều gì đó không an toàn (chẳng hạn như Peppa đi xe đạp mà không để ý xem cô đang đi đâu).

## Giải thưởng và đề cử

### Giải thưởng
- British Academy Children's Awards
  - 2012, Thắng giải Best Pre-School Animation[6]
  - 2011, Thắng giải Best Pre-School Animation[7]
  - 2011, Thắng giải Best Performer (Harley Bird)
  - 2005, Thắng giải Best Pre-School Animation series
- Annecy International Animated Film Festival 2005, Thắng giải Grand Prize, The Crystal cho Best TV Production[8]
- Bradford Animation Film Festival 2005, Thắng giải Best Children's Animation Series
- Cartoons on the Bay Festival 2005, Thắng giải Pulcinella Award cho Best European Programme of the Year
- Cartoons on the Bay Festival 2005, Thắng giải Pulcinella Award cho Best Pre-School Series
- Cartoons on the Bay Festival 2005, Children's audience award cho Best Pre-School series

### Đề cử
- British Academy Children's Awards
  - 2013, Đề cử cho giải Best Pre-School Animation[9]
  - 2013, Đề cử cho giải Best Writing[9]
  - 2013, Đề cử cho giải Best Multiplatform (Peppa Pig's Holiday game)[9]
  - 2010, Đề cử cho giải Best Pre-School Animation
  - 2010, Đề cử cho giải Best Writing
  - 2009, Đề cử cho giải Best Pre-School Animation
  - 2009, Đề cử cho giải Best Writing
  - 2008, Đề cử cho giải Best Pre-School Animation
  - 2007, Đề cử cho giải Best Pre-School Animation
  - 2004, Đề cử cho giải Best Pre-School Animation